# Neufahrn (Egling)
Neufahrn ist ein Gemeindeteil von Egling im oberbayerischen Landkreis Bad Tölz-Wolfratshausen. Das Kirchdorf liegt circa einen Kilometer westlich von Egling.
Neufahrn kam durch den freiwilligen Zusammenschluss am 1. Januar 1973 zu Egling.

## Baudenkmäler
Siehe auch: Liste der Baudenkmäler in Egling#Neufahrn
- Katholische Filialkirche St. Johannes Baptist, erbaut in der ersten Hälfte des 15. Jahrhunderts
- Kindswieskapelle, erbaut in der Mitte des 19. Jahrhunderts

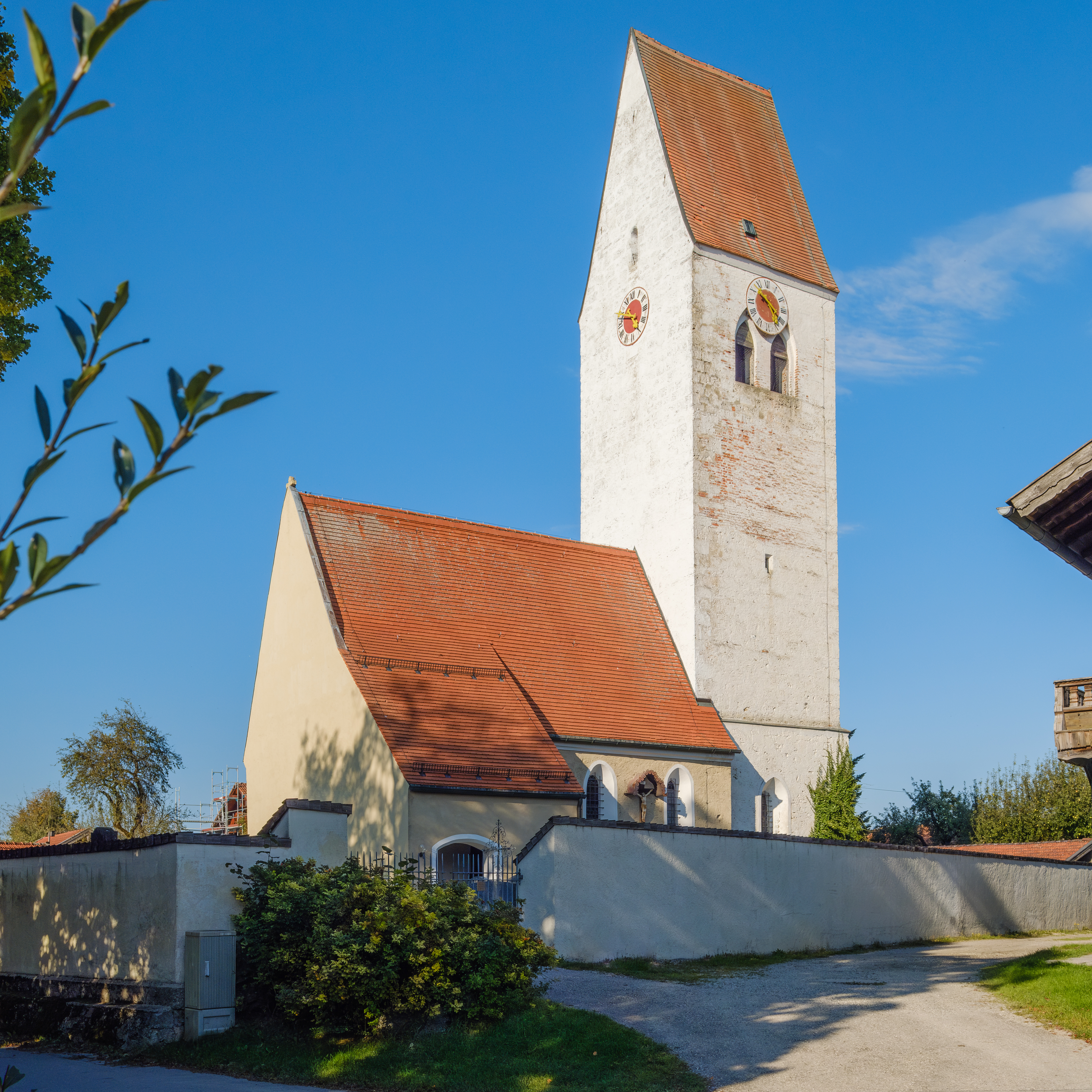
Kirche St. Johannes Baptist